# Imelda Wiguna
Mustika Imelda Wiguna Kurniawan (* 12. Oktober 1951 in Slawi, Zentral-Java, vormals bekannt als Oei Tjin Kim) ist eine ehemalige indonesische Badmintonspielerin.

## Karriere
Imelda Wiguna war eine der erfolgreichsten Doppel- und Mixedspielerinnen der 1970er Jahre. Ihr erster Erfolg war ein dritter Platz bei den Asienspielen 1974 gemeinsam mit Theresia Widiastuti im Damendoppel. 1978 siegte beide bei den Spielen im Doppel mit Verawaty. Nach dem Gewinn der Canada Open 1979 und der All England 1979 und 1980 erkämpfte sie sich 1980 den Weltmeistertitel im Mixed mit Christian Hadinata und den Vizetitel im Doppel mit Verawaty.

## Erfolge
| Saison | Veranstaltung     | Disziplin   | Platz | Name                                |
| ------ | ----------------- | ----------- | ----- | ----------------------------------- |
| 1974   | Asienspiele       | Damendoppel | 3     | Imelda Wiguna / Theresia Widiastuti |
| 1975   | Denmark Open      | Damendoppel | 1     | Imelda Wiguna / Theresia Widiastuty |
| 1975   | All England       | Damendoppel | 2     | Theresia Widiastuty / Imelda Wiguna |
| 1978   | Denmark Open      | Damendoppel | 1     | Verawaty Wiharjo / Imelda Wiguna    |
| 1978   | Asienspiele       | Damendoppel | 1     | Verawaty Wiharjo / Imelda Wiguna    |
| 1979   | Canada Open       | Mixed       | 1     | Christian Hadinata / Imelda Wiguna  |
| 1979   | Canada Open       | Damendoppel | 1     | Imelda Wiguna / Verawaty Wiharjo    |
| 1979   | All England       | Mixed       | 1     | Christian Hadinata / Imelda Wiguna  |
| 1979   | All England       | Damendoppel | 1     | Verawaty Fajrin / Imelda Wiguna     |
| 1980   | All England       | Mixed       | 2     | Christian Hadinata / Imelda Wiguna  |
| 1980   | Weltmeisterschaft | Mixed       | 1     | Christian Hadinata / Imelda Wiguna  |
| 1980   | Weltmeisterschaft | Damendoppel | 2     | Imelda Wiguno / Verewaty Wiharjo    |
| 1981   | All England       | Mixed       | 2     | Christian Hadinata / Imelda Wiguna  |
| 1985   | Thailand Open     | Damendoppel | 2     | Rosiana Tendean / Imelda Wiguna     |
| 1986   | Asienspiele       | Mixed       | 2     | Rosiana Tendean / Imelda Wiguna     |
| 1986   | Asienspiele       | Damendoppel | 3     | Rosiana Tendean / Imelda Wiguna     |

## Trivia
Unterschiedliche Quellen verwenden verschiedene Schreibweisen ihres Nachnamens. So sind die Schreibweisen Wigoena, Wiguno und Wigoeno ebenso häufig anzutreffen wie Wiguna. Ebenso war es üblich, über sie nur als Imelda zu berichten.